# Francis Davis Millet

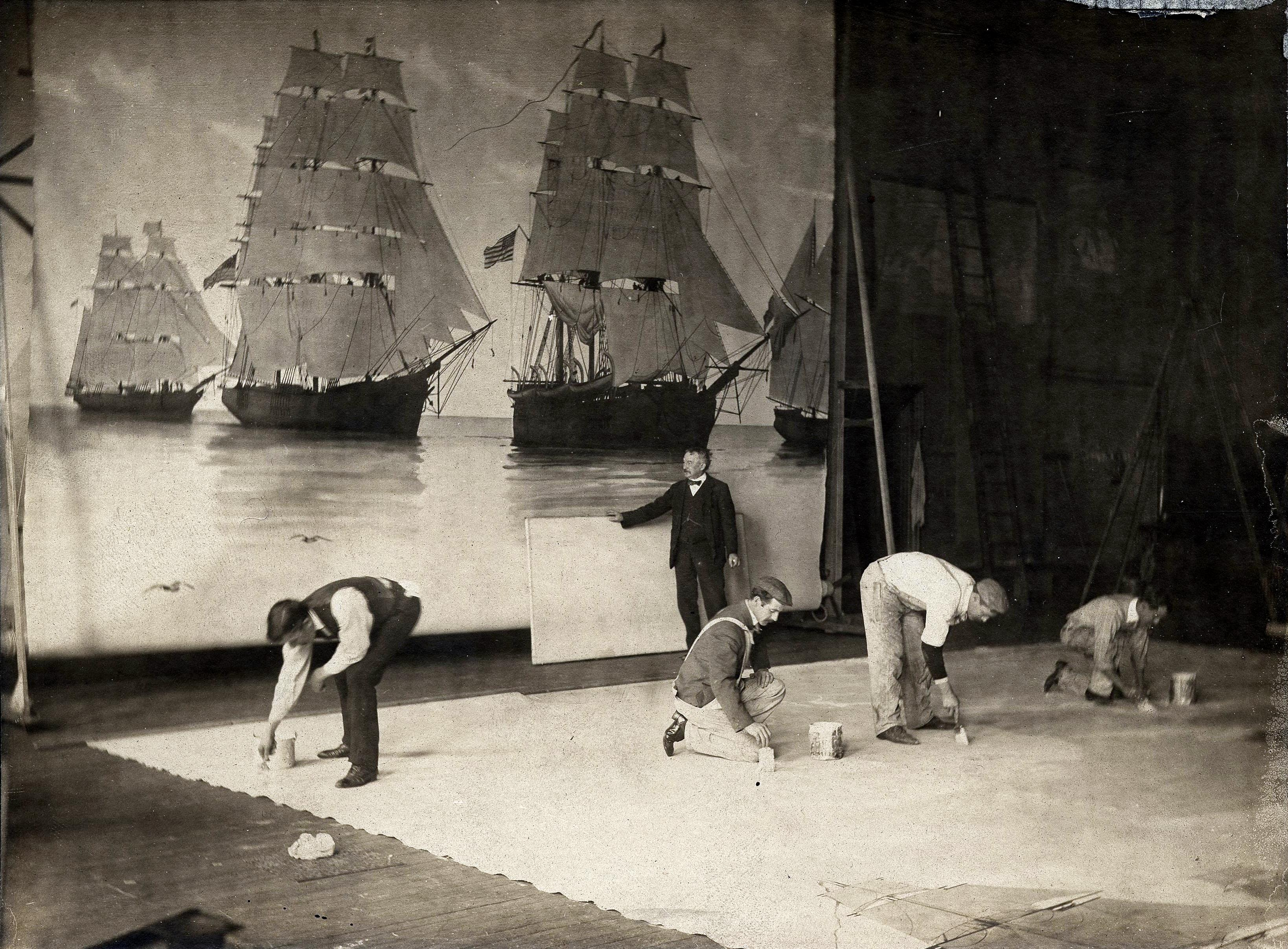
Francis Davis Millet im Studio, ca. 1900

Francis Davis Millet (* 3. November 1846 in Mattapoisett, Massachusetts; † 15. April 1912 im Nordatlantik) war ein US-amerikanischer Maler und Autor.

## Leben
Millet war der Sohn des Arztes Asa Millet (1813–1893) und dessen Frau Hulda Allen Byram. Frank, wie er gerufen wurde, war Trommlerjunge bei den Streitkräften der Union im Bürgerkrieg. Danach studierte er Moderne Sprachen und Literatur an der Harvard University, wo er 1869 graduierte. Nach dem College ging er zur Zeitung Boston Daily Advertiser; später war er für den Lokalteil des Boston Courier tätig. Er brachte es bis zum Herausgeber der Boston Saturday Evening Gazette. Gleichzeitig nahm er Unterricht in Lithographie bei D. C. Fabronius.
1871 ging er nach Antwerpen an die Königliche Akademie, wo er Malerei unter Jozef van Lerius und Nicaise de Keyser studierte.
1873 wurde er Sekretär von Charles Francis Adams, dem Leiter der Kommission von Massachusetts, und begleitete diesen zu der Weltausstellung 1873 nach Wien. Während des Russisch-Türkischen Krieges von 1877–78 war er Korrespondent für die London Daily News und Graphic sowie für den New York Herald.
Bei seiner Rückkehr wurde er zum Mitglied der Vereinigten Staaten in der International Art Jury der Pariser Weltausstellung von 1878 ernannt.
1879 heiratete er Elizabeth ("Lily") Greely Merrill in Paris Montmartre. Mark Twain und Augustus Saint-Gaudens waren seine Trauzeugen. Millet und Saint-Gaudens bewegten sich in den gleichen Künstlerkreisen und hatten sich zum ersten Mal in Rom 1873–74 getroffen, und danach malten sie zusammen mit John LaFarge 1876–77 die Fresken für die Trinity Church in Boston.
Das Ehepaar Millet hatte vier Kinder: Edwin Abbey Millet (benannt nach Edwin Austin Abbey), Katherine Field Millet, Laurence Frederick Millet und John Alfred Parsons Millet. Edwin starb 1881 kurz nach der Geburt.
1908 wurde Frank Millet in die American Academy of Arts and Letters gewählt. 1910 war er Mitbegründer der American Federation of Arts und der National Commission of Fine Arts. Später wurde er Direktor der American Academy in Rome.
Millet kam auf der Rückreise von Rom in die USA am 15. April 1912 als Passagier beim Untergang der Titanic ums Leben.

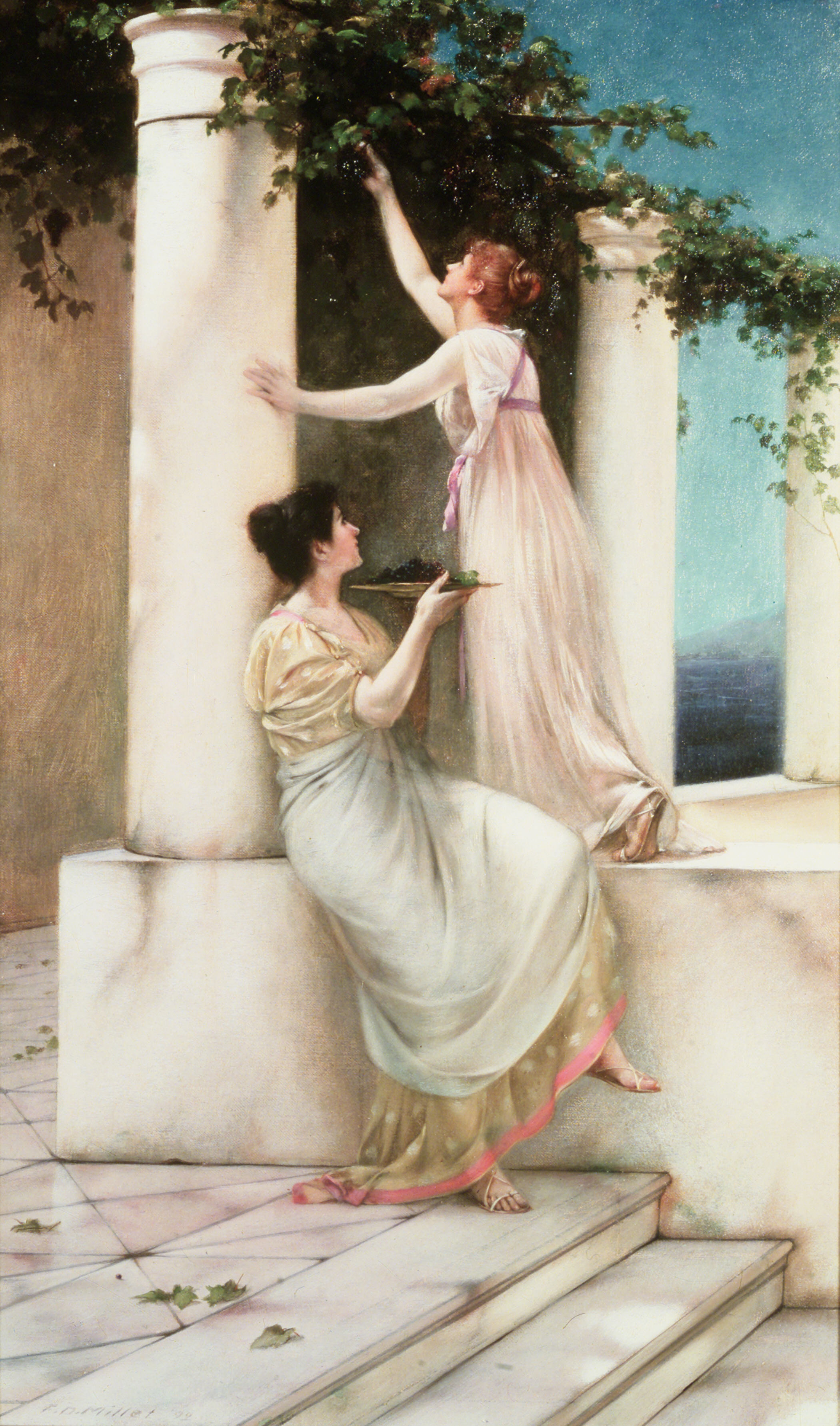
An Autumn Idyll

## Werke – Auswahl
- “Between two fires” in the Tate Gallery, London
- “The Granddaughter” painting by Millet in Museum of Fine Arts in Boston
- “Seacoast” painting by Millet in Museum of Fine Arts in Boston
- “Autum Idyll” in the Brooklyn Museum
- Frank Millet: An Appreciation. Millet's 1877 portrait of author Samuel L. Clemens (Mark Twain)
- Millet in the Digital Collection of New York Library
- Gemälde von Francis Davis Millet – Übersicht über den Standorte seiner Bilder  in „Athenaeum“ – viele sind in Privat-Sammlungen

### Publikationen eigener Werke
- The Danube from the Black Forest to the Black Sea Illustrated by the author and Alfred Parsons. Publisher: Harper & brothers New York, 1893(1893)
- The Capillary Crime and Other Stories Publisher: Harper & brothers, New York, (1892)
- The Expedition to the Philippines Publisher: Harper & brothers New York and London (1899)
- Count Leo Tolstoy: Sebastopol. Translated from the French by Frank D. Millet.  With Introduction by William Dean Howells. Publisher: Harper & Brothers New York,  Published 1887